# ملاك الشارع (فلم)
ملاك الشارع (بالإنجليزية: Street Angel) هو فيلم صامت تم إنتاجه في الولايات المتحدة وصدر في سنة 1928.

## بطولة
- جانيت جاينور

### ترشيحات وجوائز
| السنة | الحدث | الفئة             | النتيجة  |
| ----- | ----- | ----------------- | -------- |
|       |       | أوسكار أحسن ممثلة | فـــــوز |

## الميزانية والإيرادات
حقق أرباحا تقدر بـ 1.7 مليون دولار.

## وصلات خارجية
- ملاك الشارع على موقع IMDb (الإنجليزية)
- ملاك الشارع على موقع روتن توميتوز (الإنجليزية)
- ملاك الشارع على موقع نتفليكس (الإنجليزية)
- ملاك الشارع على موقع ألو سيني (الفرنسية)
- ملاك الشارع على موقع Turner Classic Movies (الإنجليزية)
- ملاك الشارع على موقع أول موفي (الإنجليزية)
- ملاك الشارع على موقع فيلمافينيتي (الإسبانية)
- ملاك الشارع على موقع قاعدة بيانات الفيلم (الإنجليزية)
- ملاك الشارع على موقع ليتربوكسد (الإنجليزية)
- ملاك الشارع على موقع كينوبويسك (الروسية)